# Fabienne Delsol
Fabienne Delsol (* 1978? Limoges) je francouzská zpěvačka, zpívající převážně anglicky. Její hudba je silně ovlivněna 60. lety a je eklektickou směsicí popu, psychedelického a garážového rocku.

## Život a kariéra
V roce 1996 se Fabienne Delsol přestěhovala do Londýna, kde se seznámila se dvěma producenty, Liamem Watsonem a Edem Deeganem, a stala se frontmankou kapely The Bristols, jakýmsi „studiovým projektem“ této dvojice. Téhož roku vyšel na nezávislém labelu Damaged Goods jejich první singl Questions I Can't Answer. S dalšími punkovými kapelami Watsona a Deegana (Headcoats, Kaisers a Cee Bee Beaumont) pak podnikla turné po Evropě, které trvalo téměř pět let.
Po dvou společných albech a několika EP se rozhodla pro sólovou dráhu. Ve spolupráci s producentem Liamem Watsonem vydala v roce 2004 své první osobní album No Time for Sorrows. Album kromě dvanácti anglických písní obsahuje i jednu francouzskou – slavný hit Laisse tomber les filles, původně nazpívaný v roce 1964 France Gallovou.
V roce 2007 vyšlo EP Between You and Me, druhé album, na kterém se producentsky podílel Liam Watson. Na albu se objevily četné spolupráce s texty George Millera, Petea Molinariho a Petera Bernhardse; album obsahuje též několik francouzských skladeb.
V roce 2010 vydala třetí album On My Mind. Čtvrté album Four vyšlo v roce 2019.
Její píseň I'm gonna haunt you (2004) se v roce 2019 objevila v druhé epizodě britského seriálového thrilleru Killing Eve.

## Diskografie

### SThe Bristols
- 2000 – Introducing
- 2001 – Tune in with…
- 2006 – The Best of Fabienne Delsol and The Bristols

### Sólová alba
- 2004 – No Times for Sorrows
- 2007 – Catch Me A Rat (EP)
- 2007 – Between You and Me
- 2010 – On My Mind
- 2019 – Four